# 4313 Bouchet
4313 Bouchet је астероид главног астероидног појаса. Приближан пречник астероида је 20,12 ,
а средња удаљеност астероида од Сунца износи 2,652 астрономских јединица (АЈ).
Инклинација (нагиб) орбите у односу на раван еклиптике је 9,269 степени, а орбитални период износи 1577,920 дана (4,320 године). Ексцентрицитет орбите астероида износи 0,012.
Апсолутна магнитуда астероида износи 11,90 а геометријски албедо 0,075.
Астероид је откривен 21. априла 1979. године.